# Ronald Wijnia
Ronald Maxim Wijnia (Bolsward, 21 augustus 1971) is een schrijver en dichter uit Leeuwarden. Hij publiceert zijn gedichten op o.a. Instagram en Facebook onder de naam Taaltriggert. De gedichten die hij schrijft gaan over de liefde, het leven, het leven voor de liefde en de liefde voor het leven, met als motto: taal treft - troost - triggert - raakt. 
Wijnia maakt deel uit van Inspiratiecollectief Alle Monden, een bonte verzameling #dichtersvaninstagram en is daarnaast, samen met Wichard de Krijger en Remco Langeler, organisator van de AMAI Awards, de jaarlijkse verkiezing van het beste gedicht, de beste quote en het beste spoken word op Instagram. 
In 2024 stond Wijnia op de shortlist Stadsdichter van Leeuwarden. 

## Boekpublicaties
- 2012 - Eenvoud is het kenmerk van het ware - de 100 beste columns van stadsboer Corrie de Groot (Friese Pers Boekerij)
- 2020 - Frisse lucht - gedichten (Uitgeverij Boekscout)
- 2024 - Het geluk lacht je af en toe - gedichten (Uitgeverij Palmslag)